# Selenicereus grandiflorus
Selenicereus grandiflorus és una espècie de cactus originària de les Antilles, Mèxic i Amèrica Central.

És de cultiu fàcil, és una planta epífita o litofítica de creixement ràpid. Necessita un compost humífer i suficient humitat a l'estiu i a una temperatura superior als 5 °C a l'hivern. Li va millor el ple sol. Floreix des de la fi de maig fins al juliol.

## Subespècies
- - ssp. donkelaarii (Salm-Dyck) Ralf Bauer
  - ssp. grandiflorus
  - ssp. hondurensis (K.Schum. ex Weing.) Ralf Bauer
  - ssp. lautneri Ralf Bauer

## Híbrids
Selenicereus ×callianthus (Gaillard) Lindinger (1942).